# الرقابة على الإنترنت في سوريا
يُقصد بموضوع الرقابة على الإنترنت في سوريا فرض رقابة صارمة وشديدة على محتوى الإنترنت داخل
سوريا. حظرت دولة سوريا مجموعة من المواقع لأسباب سياسية كما منعت المواطنين من الوصول إليها. تقوم الحكومة كذلك بتصفية المحتوى وحجب الغير مرغوب فيه كما تعمل على تطوير أدوات تستطيع من خلالها التحكم فيما يجب مروره وفيما يجب منعه حتى لو كانت خوادم إحدى المواقع خارج البلد.
تم قطع الاتصال بشبكة الإنترنت بين سوريا والعالم الخارجي في أواخر تشرين الثاني/نوفمبر من عام 2011 أي في بداية فترة ا
الاحتجاجات المناهضة لنظام بشار الأسد كما تم قطع الاتصال مرة أخرى بحلول أوائل أيار/مايو 2013. تم قطع الإنترنت في مناطق متفرقة من سوريا أكثر من عشر مرات في عام 2013 وحده ثم عاودت الحكومة نفس الفعلة في آذار/مارس 2014.

## نظرة عامة
أضافت منظمة مراسلون بلا حدود غير الحكومية دولة سوريا في قائمة «الدول الأعداء للإنترنت» منذ عام 2006. في عام 2009 صنّفت لجنة حماية الصحفيين دولة سوريا في المركز الثالث ضمن قائمة أسوأ عشرة بلدان يُمكن أن تكون فيها مدوناً وذلك نظرا للاعتقالات والمضايقات والقيود التي يواجهها الكتاب وصاحبي الرأي على الإنترنت داخل التراب الوطني السوري. ثم عادت نفس اللجنة في مايو من عام 2012 لتضع سوريا في المركز الثالث أيضا ضمن قائمة أكثر البلدان رقابة على النت في العالم.
بالإضافة إلى تصفية مجموعة واسعة من المحتوى على شبكة الإنترنت؛ تُراقب الحكومة السورية استخدام الإنترنت بشكل وثيق جدا حيث اعتقلت الكثير من المواطنين والمدونين بسبب «التعبير عن آرائهم أو نشر معلومات عادية على الإنترنت.» إن قوانين الدولة السورية -وقوانين معظم الدول العربية- في هذا المجال هي قوانين فضفاضة جدا وغامضة الصياغة مما دفع بالعديد من مستخدمي الإنترنت إلى دعوة الحكومة من أجل تغيير سياساتها ونهج سياسات مغايرة تُساهم في تعزيز فكرة الرقابة الذاتية بدل اللجوء إلى الاعتقال والاغتيال في كل مرة.

## التاريخ

### عقد الـ 2000
في تشرين الثاني/نوفمبر 2007 منعت الحكومة السورية مواطنيها من الوصول إلى موقع فيسبوك موضحة أن الموقع يُروج لأخبار مفادها ضرورة الهجوم على السلطات. بالرغم من ذلك؛ كان السوريون قادرون على الوصول إلى الموقع -شأنه شأن باقي المواقع- وذلك من خلال استخدام البروكسيات المفتوحة أو غيرها من تقنيات التحايل.
في الفترة من 30 نيسان/أبريل 2008 إلى 23 تشرين الأول/أكتوبر 2013، كانت ويكيبيديا العربية محظورة من قِبل السلطات.

### عقد الـ 2010
في شباط/فبراير 2011 توقفت سوريا لبرهة من الزمن عن تصفية المحتوى في مجموعة من المواقع الشهيرة مثل يوتيوب، فيسبوك وتويتر.
في بداية الحرب الأهلية السورية وبالتحديد يوم 3 حزيران/يونيو 2011 قطعت الحكومة السورية الاتصال بشبكة الإنترنت، وعلى الرغم من تجديده بشكل كامل في اليوم التالي إلا أن خدمات الـ 3 جي والوايفاي كانت لا تزال لا تعمل أو تعمل بشكل بطيئ للغاية. خلال تلك الفترة اتفق السوريون عبر مواقع التوصل على الخروج نحو الشوارع من أجل التظاهر والمطالبة بتنحي الرئيس السوري بشار الأسد. سُمي ذلك اليوم «بجمعة الأطفال» وقد دعا له معظم الناشطون من أجل تكريم الأطفال الذين سقطوا خلال مرحلة الانتفاضة.
في 26 تموز/يوليو 2011 تم حظر الوصول إلى موقع the-syrian.com وهو موقع مخصص يهدف إلى منح حرية التعبير للجميع سواء كانوا ضد أو مع النظام،  تمّ حظر القسم العربي العربي من الموقع حتى لا يطلع الجمهور السوري على محتواه فيما تُرك قسم اللغة الإنجليزية.
في حزيران/يونيو 2012 ذكرت مؤسسة الجبهة الإلكترونية أن الحكومة السورية شنّت هجمات متزايدة على مواقع التواصل كما أكدت على أن النظام حاول زرع ملفات حصان طروادة بوصفه ملف pif عبر سكايب ليستهدف به النشطاء السوريين. جدير بالذكر هنا أن المُهاجم قادر من خلال البرمجيات الخبيثة على تنفيذ تعليمات برمجية عشوائية في جهاز الكمبيوتر المصاب، وتشير الأدلة إلى أن هذه الحملة يتم تنفيذها وتمويلها من قِبل قوات حكومية سورية كما حدث من قبل. تعتد الحكومة أيضا على زرع حصان طروادة داخل حواسيب المعارضين كما تعمل على تثبيت برامج التجسس فضلا عن العديد من هجمات التصيد التي تسرق اعتماد تسجيل الدخول في كل من يوتيوب وفيسبوك.
انقطعت خدمة النت يوم 19 تموز/يوليو 2012 عن كامل سوريا لمدة 40 دقيقة كاملة؛ في حين لم تُقدم الدولة أو الشركات المسؤولة عن هذا «العطب» أي تفسير. في 29 تشرين الثاني/نوفمبر 2012؛ تم قطع الاتصال بالنت مجددا عن كامل سوريا، ثم عاد في حوالي الساعة 12:00 إلى 13:00 ت ع م+02:00 (بالتوقيت المحلي). جدير بالذكر هنا أن هذا القطع والحظر قد تزامن مع تكثيف نشاط الثوار داخل سوريا. في عام 2014؛ زعم إدوارد سنودن أن وكالة الأمن القومي هي المسؤولة عمّا حدث وذلك لمساعدة النظام السوري بقيادة بشار في مواجهة الثوار. تم قطع الاتصال بالإنترنت لمدة تسعة عشر ساعات بين 7 و8 أيار/مايو 2013، كما تم حظر خدمات النت على الهاتف المحمول ولا أحد حتى الآن اعترف بالمسؤولية عما حدث. يُلقي النظام السوري باللوم على من يصفهم بالإرهابيين الإلكترونيين دون أن يُقدم مزيدا من التفسيرات والتوضيحات. مسلسل التعتيم السوري على خدمة النت لم يتوقف حد الحظر بل امتد إلى قضية قطع التيار الكهربائي عن الرواتر بدعوى وقوع هجمات إلكترونية على المواقع الحكومية.

## الجيش السوري الإلكتروني
الجيش السوري الإلكتروني هي مجموعة من الجنود وقراصنة الحاسوب الموالية للحكومة والمنحازة بشكل كبير جدا للرئيس السوري بشار الأسد. عادة ما تعتمد في عملياتها على هجمات الحرمان من الخدمة كما تُحاول تشويه الصفحات الرئيسية لمواقع المُعارضين فضلا عن غير ذلك من الأساليب. غالبا ما تستهدف هذه الجماعة المواقع الغربية والمواقع التابعة للمنظمات الحقوقية والمعارضة. في حقيقة الأمر؛ يُعد الجيش السوري الإلكترون أول جيش في العالم العربي يعُلن عن تنفذيه لهجمات إلكترونية ضد المعارضين،  لكنه ينفي في أغلب الأوقات مسألة تمويله من النظام السوري نفسه.
يدّعي هذا الجيش الافتراضي المسؤولية عن تشويه المئات من المواقع التي يرى أنها تنشر أخبار معادية للحكومة السورية، وتشمل هذه المواقع بي بي سي نيوز، أسوشيتد برس، الإذاعة الوطنية العامة، الجزيرة، فايننشال تايمز، صحيفة ديلي تلغراف، أورينت نيوز، قناة العربية، بالإضافة إلى مواقع المنظمات الحقوقية مثل هيومن رايتس ووتش. يقوم الجيش الافتراضي أيضا بتنظيم حملات على مواقع التواصل وبخاصة فيسبوك لدعم الرئيس بشار ومحاولة إظهاره في مظهر البطل القومي الذي يُخلص سوريا من الإرهاب، كما يعتمد الجيش في تكتياكته على ما يُسمى بحملات الرسائل غير المرغوب فيها، والتي سبق وأن شنها على صفحات مجموعة من الشخصيات بما في ذلك الرئيس الأمريكي السابق باراك أوباما والرئيس الفرنسي السابق نيكولا ساركوزي. يعتمد الجيش أيضا أسلوب الخداع من أجل الحصول على معلومات كافية بهدف تسوية الحسابات.